# Eduard Holzhauer
Eduard Holzhauer (* 7. September 1852; † 1936) war ein deutscher Vizeadmiral der Kaiserlichen Marine.

## Leben
Eduard Holzhauer trat am 18. April 1872 als Kadett in die Kaiserliche Marine ein. 1888 war er als Kapitänleutnant (Beförderung am 16. Februar 1886) im I. Coetus an der Marineakademie in Kiel. Mitte August 1893 kam er als Erster Offizier auf die Bayern.
Von September bis 8. Dezember 1894 war er als Korvettenkapitän (Beförderung am 10. April 1893) Kommandant des Avisos Wacht.
Vom 8. März 1895 mit der erneuten Reaktivierung des Schiffes war er bis September 1895 Kommandant des Avisos Jagd. Anschließend war er für ein Jahr Kommandant des Küstenpanzerschiffs Beowulf.
Vom 3. Oktober 1900 bis 20. März 1901 war er Kommandant des Linienschiffs Württemberg. Anschließend war er bis September 1902 Kommandant der Weißenburg. 1904 wurde er mit dem Charakter als Konteradmiral zur Disposition gestellt und zu Kriegsbeginn wieder reaktiviert. Von Dezember 1914 bis Kriegsende war er Bevollmächtigter des Admiralstabs der Marine in Prisenangelegenheiten in Swinemünde. Parallel war er ab 1915 Richter beim Oberprisengericht in Berlin. Am 22. März 1916 wurde er Konteradmiral.
Am 4. Februar 1920 erhielt er den Charakter als Vizeadmiral verliehen.
Holzhauer wurde von seinen Vorgesetzten kritisch beurteilt:
- 1899 hieß es, dass seine gesellschaftlichen Formen zu wünschen übrig lassen
- 1902 formulierte Prinz Heinrich, dass aufgrund Holzhauers Herkunft und Erziehung sein Auftreten nicht adäquat sei und er deswegen trotz seiner guten praktischen Veranlassung nicht zur Beförderung in Frage komme
- 1903 dokumentierte Admiral Ernst Fritze, dass Holzhauer etwas raue Umgangsformen habe.

## Werke (Auswahl)
- Unterseeboote. 1907
- Neubearbeitung von Deutschlands Ehr' im Weltenmeer (Reinhold von Werner), mehrere Auflagen, ab 1908.
- Kohlenversorgung und Flottenstützpunkte. Mittler, 1908.
- Kiel und Wilhelmshaven. Mittler, 1909.
- Das Volk in Waffen, Band 2: Die Flotte. Der Gelbe Verlag, 1910, mehrere Auflagen.
- Die Deutsche Kriegsflotte. 1914